# Teneriffa
Teneriffa (span. Tenerife) ist die größte der Kanarischen Inseln und gehört zu Spanien. Die Insel ist 83,3 Kilometer lang, bis zu 53,9 Kilometer (Ost-West-Ausdehnung) breit und hat eine Fläche von 2034,38 Quadratkilometern. Sie ist mit 955.063 (Stand:2024) Einwohnern die bevölkerungsreichste Insel Spaniens. Die Hauptstadt ist Santa Cruz de Tenerife. Die Einheimischen werden Tinerfeños genannt. Die Insel befindet sich in der Zeitzone Westeuropäische Zeit (UTC±0, März bis Oktober UTC+1).

## Geografie
Teneriffa ist eine Vulkaninsel. Sie gehört – wie alle Kanarischen Inseln – geologisch zu Afrika, liegt 288 Kilometer vor der Küste Marokkos und der Westsahara und ist 1274 Kilometer von der Südküste des spanischen Mutterlandes entfernt.

### Geologie
Die Insel Teneriffa entstand vor etwa zwölf Millionen Jahren durch vulkanische Aktivität. Diese ist auf einen Hotspot im Erdmantel zurückzuführen, der durch seine Aktivität eine Inselkette aufbaut, während die Afrikanische Platte über diesen Punkt im Erdinneren nach Nordosten driftet. Die geologisch ältesten Teile der Insel sind das Anaga-Gebirge im äußersten Nordosten, das Teno-Gebirge im Nordwesten sowie kleine Gebiete (Bandas del Sur) im äußersten Süden.
Jünger ist das Vulkanmassiv im Zentrum der Insel, das in der Mitte von einer 12 Kilometer mal 17 Kilometer großen Caldera namens Las Cañadas eingenommen wird. Aus ihr erhebt sich der höchste Berg Spaniens, der 3715 Meter hohe Pico del Teide.
Von oben betrachtet haben diese Gebirgszonen zusammen die Form des Buchstabens „Y“.
Dass die Insel vulkanisch noch sehr aktiv ist, zeigen die nachgewiesenen Vulkanausbrüche zwischen dem Teide-Massiv und dem Teno-Gebirge in den Jahren 1492 (von Kolumbus beobachtet), 1704/05/06, 1798 und 1909. Beim Ausbruch 1909 entstand der Schlackenkegel Chinyero.
| Jahr    | Datum               | Ort; Bemerkungen                                                                                 | siehe auch |
| ------- | ------------------- | ------------------------------------------------------------------------------------------------ | ---------- |
| 1341    | ?                   | Tagebuchaufzeichnung auf Segelschiffen (nicht zuverlässige Quelle)                               |            |
| 1393/94 | ?                   | Tagebuchaufzeichnung auf Segelschiffen (nicht zuverlässige Quelle)                               |            |
| 1430    | ?                   | Orotava-Tal (?) Überlieferung der Guanchen (nicht zuverlässige Quelle)                           |            |
| 1492    | August/September    | ⊙ Boca Cangrejo; beobachtet von Christoph Kolumbus während seines Stops im August/September 1492 |            |
| 1704    | ?                   | ⊙ Spalteneruption: Volcán de Siete Fuentes                                                       |            |
| 1705    | ?                   | ⊙ Spalteneruption: Fasnia                                                                        |            |
| 1705    | ?                   | ⊙ Arafo                                                                                          |            |
| 1706    | 05. Mai – 13. Juni  | ⊙ Montaña Negra, 6,5 km südlich von Garachico                                                    |            |
| 1798    | 09. Juni – 08. Sep. | ⊙ Pico Viejo (aka Chahorra), Lavastrom floss bis Bocca Tauce/Ethnographic Museum Juan Évora      |            |
| 1909    | 18. Nov. – 27. Nov. | ⊙ 60 Meter hoher Schlackekegel Chinyero                                                          |            |

### Klima
Teneriffa besitzt wie alle anderen Inseln des Kanarenarchipels ganzjährig milde Temperaturen aufgrund der südlich der Rossbreiten entstehenden Nordost-Passatwinde. Diese tropischen Fallwinde sind auch für das so genannte Azorenhoch verantwortlich, das sich im Winter über Madeira befindet, im Sommer jedoch weiter nach Norden zu den Azoren wandert. Besonders tagsüber steigt die vom Meer mit Wasserdampf gesättigte Luft am Teidemassiv hinauf. Es bilden sich in etwa 1000 bis 1500 Meter Höhe Wolken, die beim Kontakt mit den dortigen Lorbeer- und Kiefernwäldern einen feinen Nieselregen abgeben (siehe Nebelkondensation). Dieser Umstand bringt in den sonst ausgesprochen trockenen Sommermonaten der Landwirtschaft auf der Nordseite der Insel entscheidende Vorteile. Es gibt auch Hochtemperaturphasen mit mehr als 35 Grad.
|                       | Jan | Feb | Mär | Apr | Mai | Jun | Jul | Aug | Sep | Okt | Nov | Dez |   |      |
| Mittl. Tagesmax. (°C) | 20  | 21  | 22  | 23  | 24  | 26  | 28  | 29  | 28  | 27  | 23  | 21  | ⌀ | 24,4 |
| Mittl. Tagesmin. (°C) | 14  | 14  | 15  | 16  | 17  | 18  | 20  | 21  | 20  | 19  | 17  | 16  | ⌀ | 17,3 |
|                       |     |     |     |     |     |     |     |     |     |     |     |     |   |      |
| Sonnenstunden (h/d)   | 6   | 7   | 7   | 8   | 9   | 10  | 11  | 11  | 8   | 7   | 6   | 5   | ⌀ | 7,9  |
|                       |     |     |     |     |     |     |     |     |     |     |     |     |   |      |
| Regentage (d)         | 7   | 6   | 4   | 2   | 1   | 0   | 0   | 0   | 0   | 3   | 5   | 7   | Σ | 35   |
|                       |     |     |     |     |     |     |     |     |     |     |     |     |   |      |
| Wassertemperatur (°C) | 19  | 18  | 18  | 18  | 19  | 20  | 21  | 22  | 23  | 22  | 21  | 20  | ⌀ | 20,1 |

| 14 |

| 14 |

| 15 |

| 16 |

| 17 |

| 18 |

| 20 |

| 21 |

| 20 |

| 19 |

| 17 |

| 16 |

| 14 |

| 14 |

| 15 |

| 16 |

| 17 |

| 18 |

| 20 |

| 21 |

| 20 |

| 19 |

| 17 |

| 16 |

## Natur

### Flora und Fauna

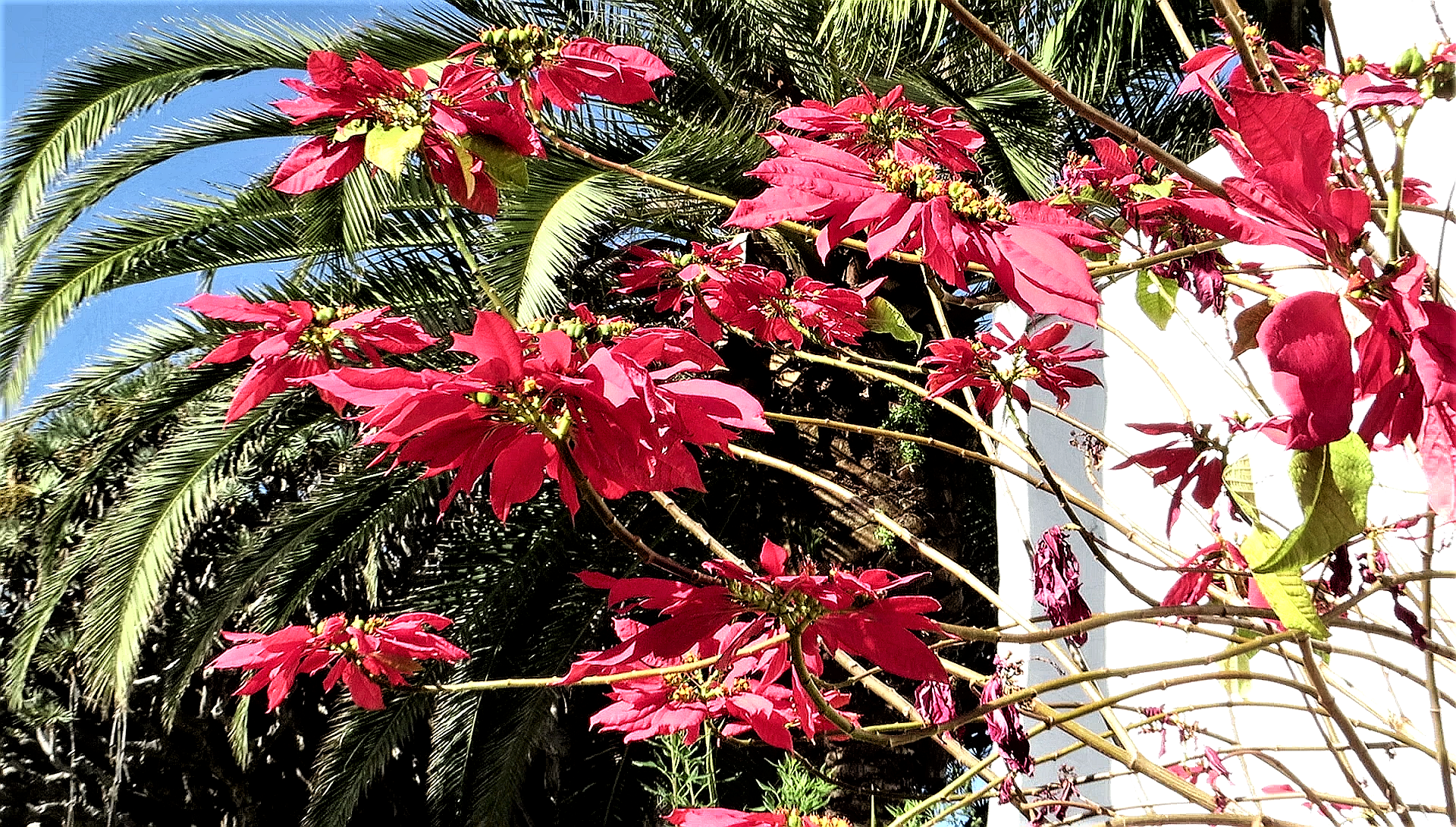
Ganzjährig blühender wilder Weihnachtsstern (spanisch: Flor de Pascua) auf Teneriffa

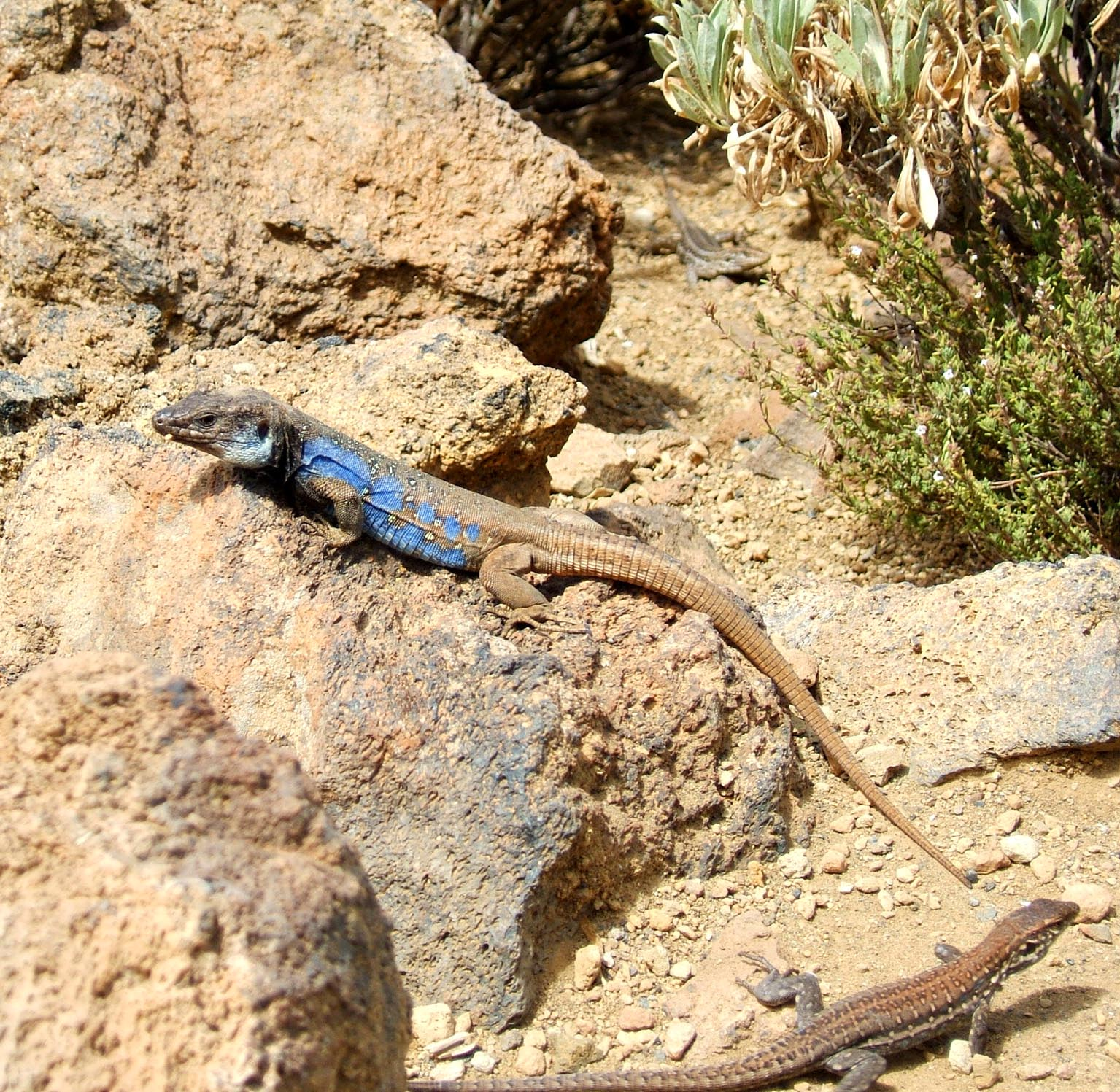
Eidechsen im Gebiet um den Teide

Die Insel weist eine vielfältige Vegetation auf – zahlreiche Pflanzenarten sind nur auf den Kanaren oder sogar nur auf Teneriffa heimisch (endemisch). Die Kanarische Kiefer (Pinus canariensis) bildet große Wälder. Im trockenen Süden der Insel sind sukkulente Wolfsmilchgewächse (Euphorbia canariensis) beheimatet. Weitere charakteristische Pflanzenarten sind z. B. der Teneriffa-Natternkopf ('Orgullo de Tenerife – Stolz Teneriffas' oder Taginaste genannt, Wildprets Natternkopf) und der Kanarische Drachenbaum (Dracaena draco) – ein altes und eindrucksvolles Exemplar ist bei Icod de los Vinos zu finden. Neben den einheimischen Pflanzen prägen auch viele Pflanzen aus der ganzen Welt die Insel. Aus Amerika stammen verwilderte Kakteen sowie die riesigen Sträucher des Weihnachtssterns, einer Pflanze, die in Mitteleuropa in Töpfen zum Advent verkauft wird. Die aparten Blütenstände der südafrikanischen Strelitzie sind ein beliebtes Souvenir für Touristen. Fast alle Pflanzenarten stehen heute unter strengem Artenschutz, die Ausfuhr von Pflanzen, Pflanzenteilen oder Samen ist daher verboten.
Die Tierwelt weist außer verwilderten Hauskatzen und eingeführten Wildkaninchen kaum Säugetiere auf. Größere Raubtiere oder giftige Schlangen hat es nie gegeben. Reich ist dagegen die Vogelwelt – es gibt auch einige für Teneriffa und für die Kanaren typische Arten, etwa den Teydefinken oder die Wildform des Kanarienvogels, den Kanarengirlitz. Zu erwähnen sind ferner die Westkanareneidechsen, die in großer Zahl auf Teneriffa vorkommen.
Zu den auf den Kanarischen Inseln endemischen Schmetterlingsarten zählen der Kanaren-Weißling (Pieris cheiranthi), der Kanarische Admiral (Vanessa vulcania) und das Kanaren-Waldbrettspiel (Pararge xiphioides).
Eine Besonderheit sind die Pilotwale, die in großer Zahl in der bis zu 2000 Meter tiefen Meerenge zwischen Teneriffa und La Gomera anzutreffen sind. An kaum einem anderen küstennahen Ort der Welt sind so viele Wale beheimatet.

### Naturschutz
Auf der Insel gibt es mehrere Schutzgebiete.
Die ganze Insel ist seit 1988 auch ein Lichtschutzgebiet (Ley del Cielo 31/1988), besonders für das Observatorio del Teide (Europäische Nordsternwarte).
Vor der südwestlichen Küste Teneriffas liegt das Teno-Rasca-Meeresschutzgebiet, das der Erhaltung vielfältiger mariner Lebensräume und Arten dient.

## Natürliche Symbole der Insel
Natürliche Symbole der Insel Teneriffa sind:

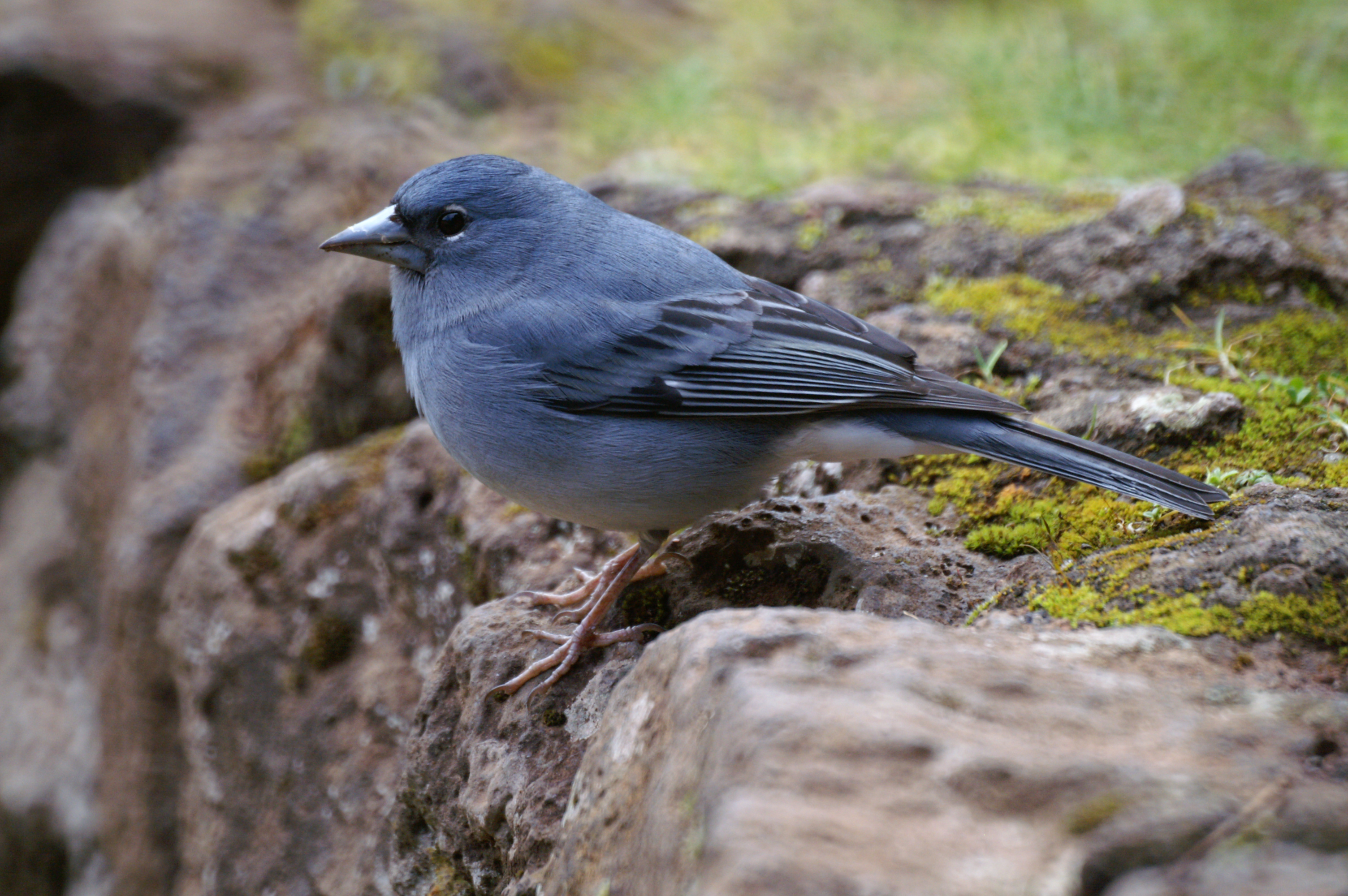
Teydefink (Fringilla teydea)
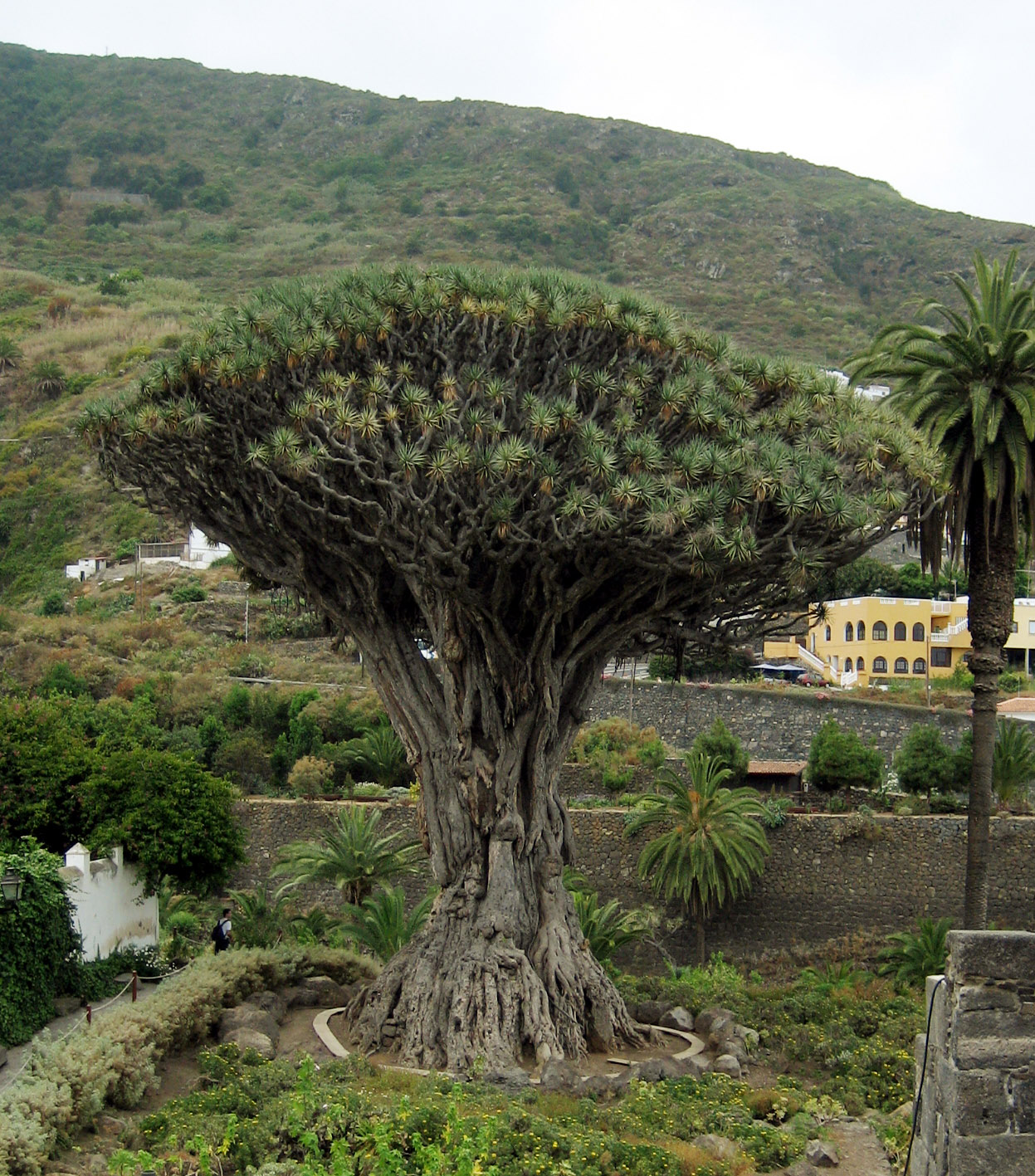
Drachenbaum (Dracaena draco)

## Geschichte

### Erste Siedler
Die ältesten Spuren menschlicher Anwesenheit auf der Insel Teneriffa stammen aus dem 10. Jahrhundert v. Chr. Die dauerhafte Besiedlung der Insel geschah vermutlich kontinuierlich oder in mehreren Wellen zwischen dem 5. Jahrhundert v. Chr. und dem 1. Jahrhundert n. Chr. Die Siedler stammten mit großer Wahrscheinlichkeit aus der Gegend nördlich und südlich der Straße von Gibraltar. Zwischen dem 1. Jahrhundert v. Chr. und dem 1. Jahrhundert n. Chr. gab es enge wirtschaftliche Beziehungen zwischen dem Mittelmeergebiet und den Kanarischen Inseln. Spätestens mit der Reichskrise des 3. Jahrhunderts im Westen endeten die Beziehungen der Inseln zu Europa.
Da die Guanchen, die Urbewohner der Insel Teneriffa, keinerlei nautische Kenntnisse hatten, brachen auch die Verbindungen zwischen den einzelnen Inseln ab. Kontakte zwischen Teneriffa und La Gomera scheinen sich nur gelegentlich durch einzelne Personen ergeben zu haben. Während der folgenden etwa tausend Jahre entwickelten die Guanchen auf der Insel Teneriffa eine von den Altkanariern der anderen Inseln klar unterschiedliche Kultur.

### Wiederentdeckung im 14./15. Jahrhundert
Im 14. Jahrhundert ermöglichten technische Fortschritte den Seefahrern aus dem Mittelmeergebiet, die Kanarischen Inseln nicht nur zu erreichen, sondern auch nach Europa zurückzukehren. Das Interesse der Europäer konzentrierte sich auf die östlichen Inseln, die näher am afrikanischen Festland lagen und auf denen man leichter ins Innere der Inseln vorstoßen konnte, weil die Küsten nicht so steil waren.
Eine vom portugiesischen König Alfons IV. ausgerüstete Expedition besuchte im Jahr 1341 die Kanarischen Inseln. Ein Bericht darüber, der vermutlich von Niccoloso da Recco, einem der Leiter dieser Reise, verfasst wurde, liegt heute in der Bearbeitung von Giovanni Boccaccio vor. Er gilt als die erste glaubwürdige Information über die Inseln seit ihrer Wiederentdeckung im späten Mittelalter. Über die Besonderheiten einiger Inseln werden genaue Angaben gemacht. Teneriffa wurde von der Expedition aber nicht betreten, da man Angst vor wundersamen Naturerscheinungen an dem hohen Berg hatte. Spätestens nach dieser Reise war in Europa die Lage aller Inseln bekannt. Die älteste Karte, in der auch Teneriffa in ihrer Lage und Form nahezu richtig dargestellt wurde, ist Teil des Portolano Laurenziano Gaddiano in der Biblioteca Medicea Laurenziana aus dem Jahr 1351. Dort wird sie wie in vielen anderen Karten und Berichten der folgenden Zeit als „Insula de Infierno“ (Insel der Hölle) bezeichnet.
Jean de Béthencourt und Gadifer de la Salle
Die aus Frankreich stammenden Jean de Béthencourt und Gadifer de la Salle brachten ab 1402 die Bewohner der Inseln Lanzarote, Fuerteventura und El Hierro unter die Oberhoheit der Krone von Kastilien. Aus den Berichten der Chronik Le Canarien, in denen die Aktivitäten der Franzosen beschrieben werden, kann man schließen, dass sie Teneriffa hingegen nie betreten haben. Jean de Béthencourt wurde 1403 von König Heinrich III. von Kastilien das Recht auf die Eroberung und den anschließenden Besitz der Kanarischen Inseln gewährt.
1405 setzte Jean de Béthencourt seinen Verwandten Maciot de Béthencourt als Stellvertreter ein. Der gab die Rechte 1418 an Enrique de Guzmán, Graf von Niebla ab. Nach einigen weiteren Übertragungen erhielten Inés Peraza de las Casas und ihr Ehemann Diego García de Herrera ab 1452 das Herrscherrecht über die gesamte Inselgruppe. Nach der Rücknahme versehentlich durch Heinrich IV. vergebener Rechte waren die Mitglieder der Familie Peraza–Garcia de Herrera ab 1468 theoretisch ohne Einschränkungen oder Vorbehalte Herren der Kanarischen Inseln, wenn diese auch zum Teil noch nicht erobert waren.
Diego García de Herrera y Ayala
Nachdem Diego García de Herrera am 16. August 1461 in Anwesenheit der Guanartemes von Telde und Gáldar in einer symbolischen Zeremonie die Insel Gran Canaria im Namen des Königs von Kastilien in Besitz genommen hatte, wiederholte er diese Art der Besitzergreifung am 21. Juni 1464 für die Insel Teneriffa. An dem in den Urkunden als „Acta de Bufadero“ dokumentierten feierlichen Akt nahmen die als „Könige“ bezeichneten Menceyes der neun Herrschaftsgebiete der Inseln teil. Die Dokumente sagen aus, dass diese neun Könige ihrem Herren „Diego de Perrera“ ihre Hochachtung erwiesen, ihm die Hände küssten und versprachen, ihm als ihrem Herren zu gehorchen. Als Zeugen wurden nicht nur der Dolmetscher und Personen aus dem Umfeld Diego García de Herreras, sondern auch Bürger der Insel Lanzarote, Bürger von Sevilla sowie viele andere, „die die Sprache der Insel Teneriffa beherrschen“, aufgeführt. Um dem Dokument eine größere Bedeutung zu geben, wurde es von dem Bischof von Rubicón, Diego López de Illescas, beglaubigt und an den Hof von Kastilien geschickt. Dieser Akt der Herrschaftsübernahme war rein symbolisch. Es gab nichts, was sich später als Anerkennung der Hoheitsgewalt darstellte.
Nach der Besitzergreifung von Teneriffa schloss Diego García de Herrera einen Vertrag mit dem Mencey von Anaga über den Bau einer Befestigungsanlage bei Añazo (heute auf dem Gebiet der Innenstadt von Santa Cruz de Tenerife). Zweck der durch einige Soldaten besetzten Anlage war es, den Handel zwischen der Insel Teneriffa und den unter kastilischer Hoheit stehenden Inseln zu ermöglichen. Die freundschaftlichen Beziehungen zwischen den Kastiliern und den Guanchen dauerten von etwa 1465 bis 1471. Das Verhalten der Soldaten der Garnison und die Reaktionen darauf durch Diego García de Herrera führten dazu, dass die Guanchen die Anlage angriffen und zerstörten.

### Missionierung
Jungfrau von Candelaria

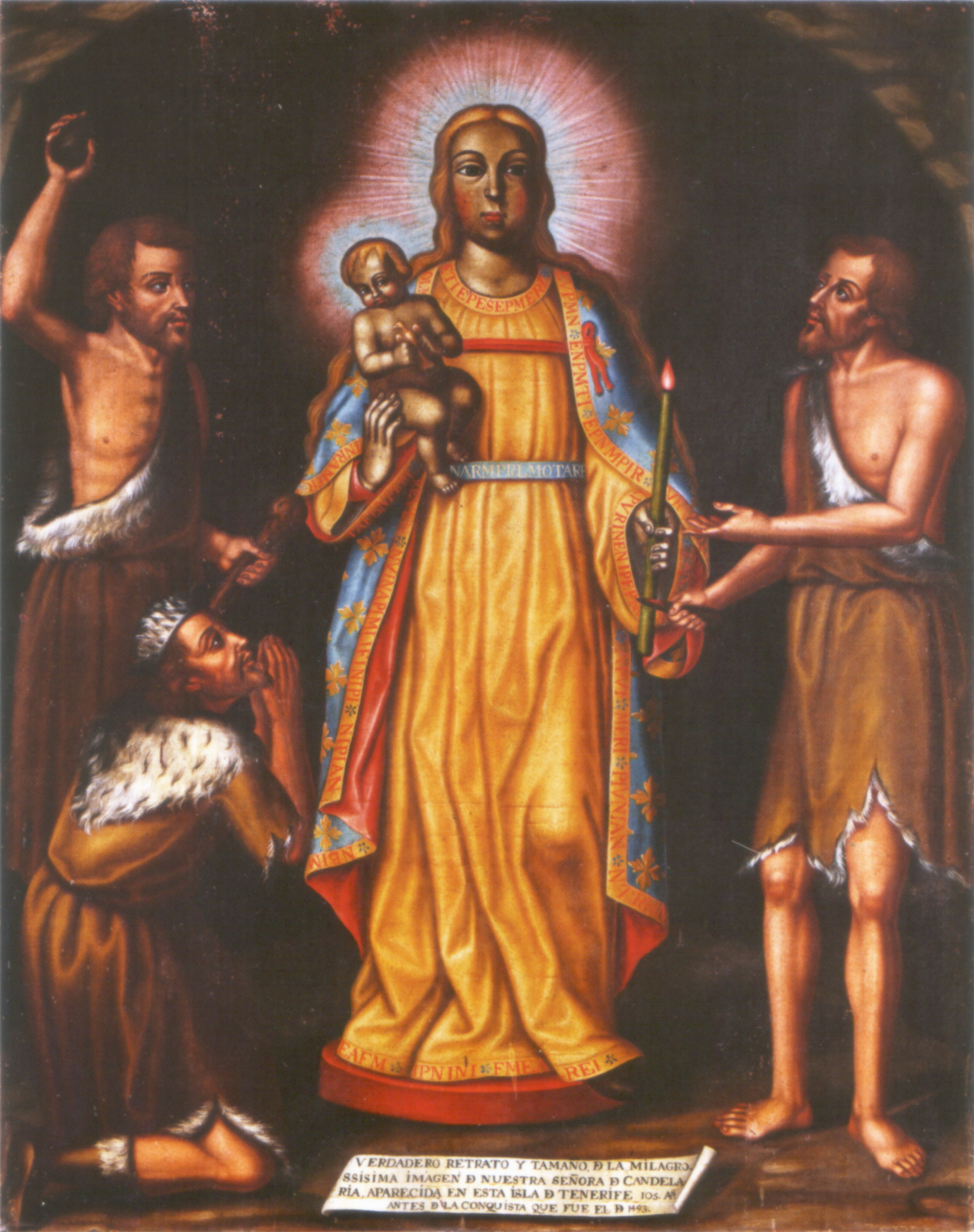
Jungfrau von Candelaria mit Guanchen, Gemälde eines unbekannten Künstlers des 18. Jahrhunderts in der Kapelle de las Angustias in Icod de los Vinos

Das Zentrum der christlichen Mission auf Teneriffa befand sich auf der Südseite der Insel im Menceyato Güímar. Nach der Legende fanden zwei Guanchen, die in der Gegend Ziegen hüteten, am Strand von Chimisay die Holzskulptur einer Frau mit einem Kind auf dem Arm. Sie informierten ihren Herrscher, den Mencey von Güímar, der die Figur in seine Residenz, die Höhle Chinguaro, bringen ließ.
Die Zeit, zu der die heute als Jungfrau von Candelaria verehrte Heiligenstatue gefunden wurde, ist ebenso unbekannt wie ihre Herkunft. Es gibt unterschiedliche Vermutungen:
- Mallorquinisch-katalanische Missionare stellten sie in den letzten Jahrzehnten des 14. Jahrhunderts an den Strand.
- Die Minoritenbrüder des Klosters San Buenaventura auf der Insel Fuerteventura brachten sie in den Jahren 1425 bis 1450 nach Teneriffa.
- Der Franziskanerbruder Alfonso de Bolaños wollte mit dem Erscheinen der Skulptur Mitte bis Ende des 15. Jahrhunderts die Guanchen in Erstaunen versetzen.[16]

Alfonso de Bolaños
Im Jahr 1462 errichtete der Franziskanerbruder Alfonso de Bolaños mit einigen seiner Begleiter einen Missionsstützpunkt in Güímar. Das Projekt sollte sich nicht auf die Insel beschränken, sondern hatte die gesamte afrikanische Küste als Ziel. 30 Jahre vor der Eroberung lebten die Missionare zusammen mit den Guanchen und predigten ihnen in ihrer Sprache. Nach der Wahl des Franziskaners Sixtus IV. zum Papst hatte Bolaños 1472 die Gelegenheit, diesem sein Programm und seine missionarischen Erfolge persönlich darzustellen. In seinem Bericht behauptete Alfonso de Bolaños, dass seine Mitbrüder und er auf Teneriffa mehrere tausend Heiden bekehrt hätten, eine Beteuerung, die sicher übertrieben war. Das Missionsprojekt der Franziskaner beruhte sehr stark auf der Persönlichkeit Bolaños. Nach seinem Tod im Jahr 1480 wurde diese Art der Mission, die unabhängig von politischen und militärischen Bemühungen war, auf der Insel eingestellt.

### Eroberung
Diego García de Herrera gelang es nicht, die Inseln Gran Canaria, La Palma und Teneriffa mit Verhandlungen und ohne Kämpfe zu unterwerfen. Für eine militärische Eroberung reichten seine Mittel nicht aus. Daher vereinbarte die Krone von Kastilien mit Diego García de Herrera und Inés Peraza 1477 die Rückgabe der Rechte auf die Eroberung und die politische Herrschaft über die Inseln. Bis 1483 wurde Gran Canaria von kastilischen Truppen erobert. Im Jahr 1492 stießen die Kastilier unter der Führung von Alonso Fernández de Lugo bei der Eroberung der Insel La Palma nur auf geringen Widerstand.
Im Mai 1493, direkt nach dem Abschluss der Eroberung La Palmas, reiste Alonso Fernández de Lugo nach Gran Canaria, um die Eroberung der Insel Teneriffa zu organisieren. Im Herbst 1493 verhandelte er am Hof der Königin und des Königs von Kastilien, der sich zu der Zeit in Saragossa aufhielt, über die Bedingungen für die Eroberung der letzten Kanarischen Insel, die nicht unter der kastilischen Herrschaft stand. Durch die „Capitulaciones de Zaragoza“ wurde er verpflichtet, die Insel Teneriffa mit von ihm aufgebrachten Mitteln zu erobern.
Erste Landung (1494)

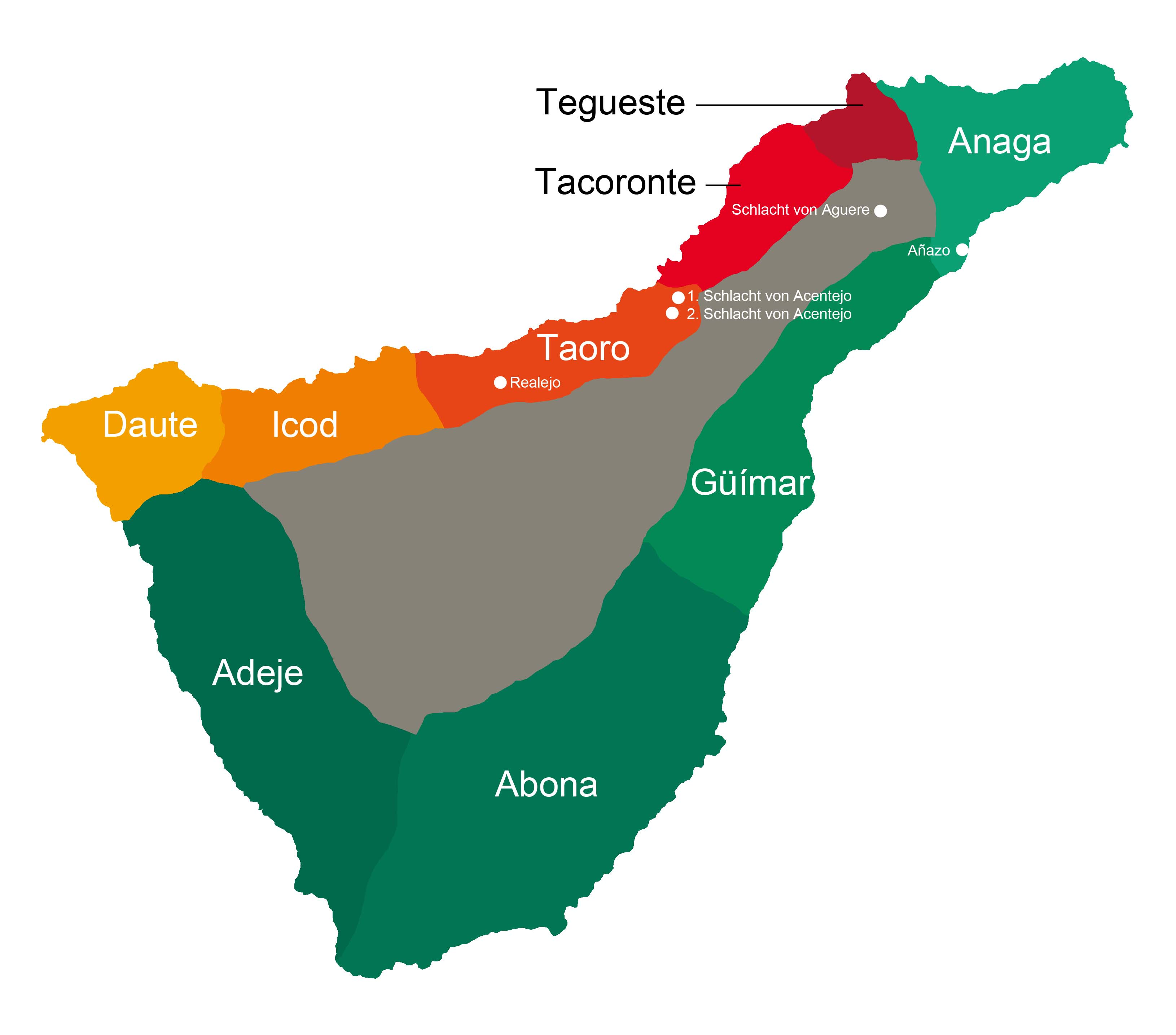
Friedliche Menceyatos (grün) kriegerische Menceyatos (rot)

Im Mai 1494 landeten 1500 Infanteristen und 150 Reiter unter dem Befehl Alonso Fernández de Lugos am Strand von Añazo etwas südlich der heutigen Innenstadt von Santa Cruz de Tenerife. Mit den Menceyes von Anaga, Güímar, Abona und Adeje wurden Friedensverträge geschlossen. Ein Gespräch zwischen dem Mencey von Taoro Bencomo und Alonso Fernández de Lugo führte nicht zu einer Übereinkunft. Die Menceyes von Tegueste, Tacoronte, Taoro, Icod und Daute waren nicht bereit, sich den kastilischen Königen zu unterwerfen. Daraufhin marschierten die kastilischen Truppen in Richtung des Gebietes von Taoro (Orotava-Tal).
Erste Schlacht von Acentejo
Im Barranco de Acentejo, einer engen Schlucht, wurden die kastilischen Truppen von den Guanchen angegriffen. Die Kastilier waren nicht in der Lage, eine Kampfordnung einzunehmen und so ihre überlegene Waffentechnik zu nutzen. Die Erste Schlacht von Acentejo endete in einem „Gemetzel“ (spanisch Matanza). Von den Angreifern überlebten nur 300 Fußsoldaten und 60 Reiter.
Zweite Landung (1495)
Alonso Fernández de Lugo fand neue Geldgeber, die die Mittel für die Ausrüstung eines neuen Eroberungsheeres bereitstellten. Anfang November 1495 landeten 1500 Mann und 100 Pferde wieder am Strand von Añazo. Die Truppe bestand fast ausschließlich aus erfahrenen Soldaten. Ein großer Teil von ihnen hatte bei der Eroberung des Königreiches Granada mitgekämpft. Der Herzog von Medina Sidonia schickte ein Truppenkontingent von 38 Reitern und 722 Fußsoldaten.
Schlacht von Aguere
Am 14. November standen die kastilischen Truppen der Streitmacht der Guanchen der Menceyatos der Nordseite der Insel gegenüber. Die Schlacht fand auf einem offenen Gelände etwas unterhalb der heutigen Innenstadt von La Laguna statt. Die Guanchen waren hauptsächlich mit einer im Feuer gehärteten Holzlanze (Banote) bewaffnet. Die für die Kastilier gefährlichste Waffe der Guanchen waren geworfene Steine mit scharfen Kanten, die bereits in der ersten Schlacht von Acentejo zu vielen Verwundeten und Toten auf der Seite der Angreifer geführt hatten. Bei einer klaren Gegenüberstellung der Truppen war den Kastiliern der Einsatz von Feuerwaffen und Armbrüsten möglich. Das Grasland von La Laguna erlaubte der Kavallerie der Kastilier die volle Entfaltung. Das machte die Niederlage der Guanchen unvermeidbar. In der Schlacht wurden 45 Angreifer und 1700 Guanchen getötet. Nach der Schlacht von Aguere errichteten die Kastilier am westlichen Rand des Orotavatals ein Heerlager, aus dem sich die heutige Stadt Los Realejos entwickelte.
Zweite Schlacht von Acentejo
Im Verlauf des 24. Dezembers 1495 wurde die Führung der kastilischen Truppen von Kundschaftern informiert, dass die Menceyes von Taoro, Tacoronte, Tegueste, Icod und Daute sich auf einen Angriff vorbereiteten. Am Weihnachtstag 1495 marschierten die kastilischen Truppen von ihrem Heerlager aus in Richtung Norden. Nahe dem Ort der ersten Schlacht von Acentejo kam es erneut zu einer Schlacht, bekannt als „Zweite Schlacht von Acentejo“, in der die Guanchen besiegt wurden. Ein großer Teil der Guanchen flüchtete in die schwer zugänglichen Bergregionen. Am 15. Februar 1496 wurde der größte Teil der kastilischen Truppen auf der Insel demobilisiert. Im Mai 1496 kapitulierten die Menceyes der Herrschaftsgebiete der Nordseite der Insel im Heerlager von Los Realejos. (Als offizielles Datum wird der 25. Juli, der Feiertag des spanischen Nationalheiligen Santiago, genannt.)

### Entstehen einer neuen Gesellschaft
Verteilung der Land- und Wasserrechte
Teilnehmern und Geldgebern der Eroberung Teneriffas waren z. T. Anteile an den Land- und Wasserrechten der Insel als Entschädigung für ihre Dienste versprochen worden. Etwa die Hälfte der Soldaten, die bei der Eroberung der Insel mitgewirkt hatten, waren Truppen des Herzogs von Medina Sidonia, die bereits Ende Februar nach Andalusien zurückkehrten. Ein Teil der übrigen Soldaten hatte an der Eroberung nur teilgenommen, um einer gerichtlichen Verurteilung in Kastilien zu entgehen. Sie konnten nun, ohne mit einer weiteren Verfolgung rechnen zu müssen, in ihre Heimat zurückkehren. Viele der Soldaten strebten kein Leben als Grundbesitzer an, sondern zogen weiter nach Amerika. Nur 126 der 1016 Personen, die bei den Landzuteilungen auf Teneriffa berücksichtigt wurden, waren Soldaten von der Iberischen Halbinsel. 30 weitere Eroberer, denen Land zugeteilt wurde, stammten von Gran Canaria und drei von La Gomera. Daher wurden in den Ländern der Krone von Kastilien Siedler, teilweise mit dem Versprechen von Landzuteilungen, angeworben. Die Siedlungsbemühungen auf der Insel Teneriffa konkurrierten mit den Neubesiedlungen im Königreich Granada und in Amerika.
Die Kolonisatoren mussten sich für wenigstens fünf Jahre auf der Insel niederlassen, die Parzellen in der vorgeschriebenen Zeit roden und sich hauptsächlich dem Anbau der Pflanzungen widmen, die in ihrer Zuteilungsurkunde angegeben war. Um die Wirtschaft der Insel zu fördern gab es bei einigen Grundstücken, die auch mit entsprechenden Wasserrechten ausgestattet waren, die Auflage, Zuckerrohr anzubauen und die dafür notwendigen Verarbeitungsanlagen zu errichten. Das war nur den Eroberern und Siedlern möglich, die über die dafür notwendigen Mittel verfügten oder denen sie von anderer Seite vorgestreckt wurden. Das führte zur Gründung von großen Landwirtschaftsbetrieben, in den Gebieten besonders im Norden der Insel, die am stärksten mit dem Exportmarkt verbunden waren. Die Ländereien der Ureinwohner, die nicht über die notwendigen Mittel verfügten, lagen im nicht so fruchtbaren Süden der Insel.
Zusammensetzung der neuen Gesellschaft Teneriffas
Seit den ersten Kontakten der Ureinwohner der Kanarischen Inseln mit Europa im 14. Jahrhundert wurde durch die Verschleppung als Sklaven, durch die Tötungen im Verlauf von militärischen Angriffen, durch Krankheiten und durch die Verschlechterung der allgemeinen Lebensbedingungen die Bevölkerung auf etwa 5 % des Anfangsbestandes verringert. Die Guanchen waren aber mit ca. 40 % trotzdem die größte Gruppe der nach der Eroberung neu entstehenden Gesellschaft, die aus Ureinwohnern, Eroberern und Siedlern aus Galicien, Asturien, dem Baskenland, Estremadura, Kastilien und Andalusien bestand. Viele Handwerker kamen aus Portugal. Darüber hinaus wurde eine große Anzahl von Afrikanern von nördlich und südlich der Sahara als Sklaven auf die Inseln gebracht. Eine zahlenmäßig kleine, aber wirtschaftlich bedeutsame Gruppe waren Italiener und Flamen, die sich meist als Händler und Investoren niederließen. In dieser neu entstehenden Gesellschaft war nicht die örtliche, sondern die soziale Herkunft einer Person maßgebend. Altkanarier, die bei der Landverteilung berücksichtigt worden waren, und deren Nachkommen gehörten zur Gruppe der Landbesitzer. Einigen wurde die Anrede „Don“ zugebilligt, die in Kastilien nur Adeligen zukam. Andere wurden, mit einer entsprechenden Dispens, weil ihre Eltern keine Christen waren, Kleriker. Gemeinsame Grundlage der Gesellschaft waren der christliche Glaube und die christliche Ethik sowie die kastilische Sprache. In den offiziellen Dokumenten wurde in der folgenden Zeit nur in Personen unterschieden, die auf der Insel geboren waren oder von außerhalb kamen.

### Herrschaft Spaniens
Im Jahr 1657 versuchte der englische Admiral Robert Blake erfolglos, mit einer Flotte aus 36 Kriegsschiffen Santa Cruz de Tenerife zu erobern. Unter Admiral John Jennings unternahmen die Engländer 1706 einen erneuten Versuch, den Hafen Santa Cruz de Tenerife einzunehmen. Der Angriff scheiterte jedoch und damit auch das Vorhaben, das fruchtbare und günstig an der Atlantikroute gelegene Teneriffa für Großbritannien zu erobern. 1778 erhielt Santa Cruz de Tenerife vom spanischen König Carlos III. das Vorrecht, Handel mit Amerika zu betreiben.
Im Jahr 1792 wurde in La Laguna die erste und bis 1989 einzige Universität auf den Kanaren gegründet. Im Studienjahr 2011/2012 hatte die Universidad de La Laguna (ULL) 22.491 Studenten.
Der englische Admiral Horatio Nelson verlor am 25. Juli 1797 bei einem neuerlichen Angriff auf Santa Cruz de Tenerife seinen rechten Arm und musste zudem die einzige Niederlage seiner militärischen Laufbahn hinnehmen.
Santa Cruz de Tenerife wurde 1822 Hauptstadt des gesamten kanarischen Archipels und hielt diesen Status bis zum Jahr 1927.
Eine Blütezeit erlebte Teneriffa während der Aufklärung. Bedeutende Persönlichkeiten besuchten die Insel, darunter Alexander von Humboldt, der im Juni 1799 zu Studienzwecken fünf Tage auf Teneriffa verbrachte und den Pico del Teide erstieg. Trotzdem konnte sich Teneriffa nicht von der vorherrschenden feudalistischen Gesellschaftsordnung lösen, so dass es erst im 19. Jahrhundert zu politischen Reformen kam.
Die ersten Jahre des 20. Jahrhunderts waren geprägt von einer fortschreitenden politischen Radikalisierung. Im Jahr 1936 startete der General Franco von Teneriffa aus seinen Putsch gegen die Republik. Der Spanische Bürgerkrieg erreichte Teneriffa nicht; die wirtschaftliche Isolierung unter der Diktatur wirkte sich sehr negativ aus. Das einzige Exportgut waren seinerzeit Bananen für das Festland.
Im Jahr 1946 wurde der Flughafen Teneriffa Nord eröffnet, 1978 der Flughafen Teneriffa Süd.
Im Zuge der Demokratisierung („Transición“) nach dem Ende der Franco-Diktatur in Spanien erhielten Teneriffa und alle anderen Inseln des Archipels mehr Autonomie; der Tourismus gewann immer mehr an Bedeutung. Innerhalb Spaniens erhielten die Kanarischen Inseln 1978 die Präautonomie und 1982 den Status einer autonomen Region mit weitgehender Selbstverwaltung. Die Hauptstädte Santa Cruz de Tenerife und Las Palmas de Gran Canaria wechseln sich alle vier Jahre als Regierungssitz ab.
Am 27. März 1977 kollidierten auf dem Flughafen „Los Rodeos“ (Teneriffa Nord) bei La Laguna zwei Jumbo-Jets der Fluggesellschaften KLM und PanAm. Die Flugzeugkatastrophe von Teneriffa ist bis heute mit 583 Toten der schwerste Flugunfall der Luftfahrtgeschichte.
In der Nacht auf den 16. August 2023 kam es im Norden der Insel, bei den Ortschaften Arafo und Candelaria, zu großflächigen Waldbränden.

## Sehenswürdigkeiten (Auswahl)

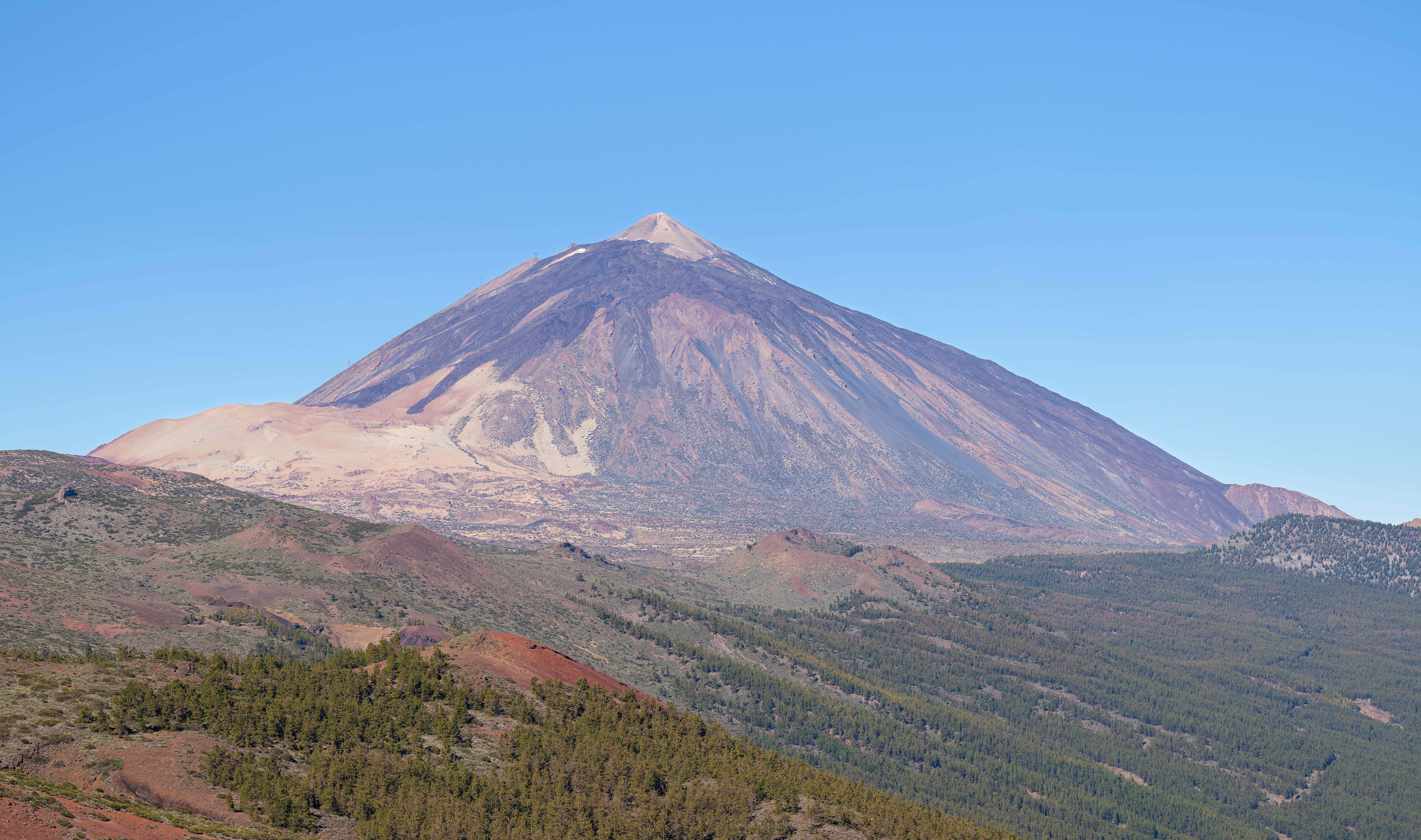
Teide, der heilige Berg der Guanchen

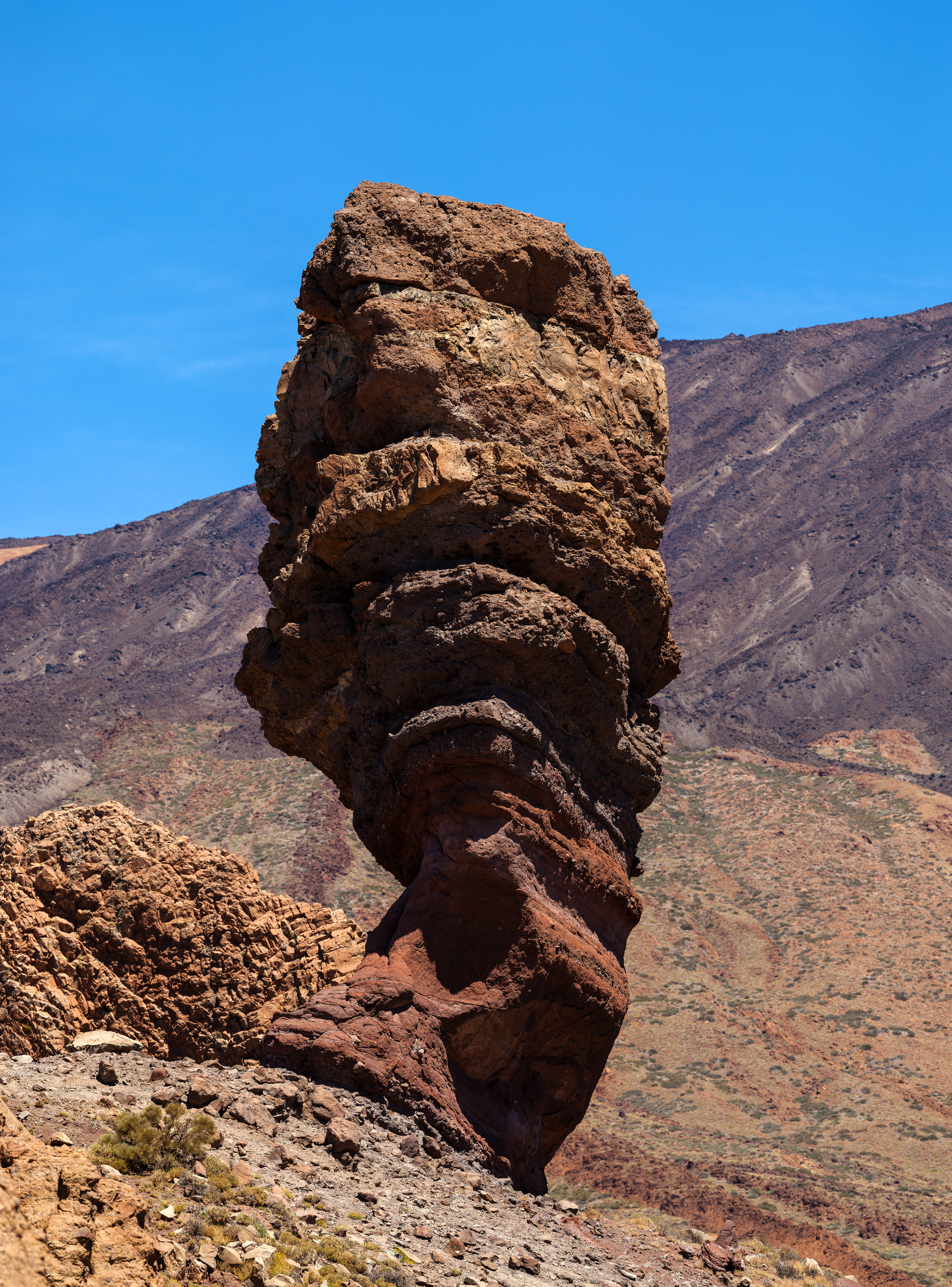
Los Roques de García (hier: Roque Cinchado, „Steinerner Baum“)

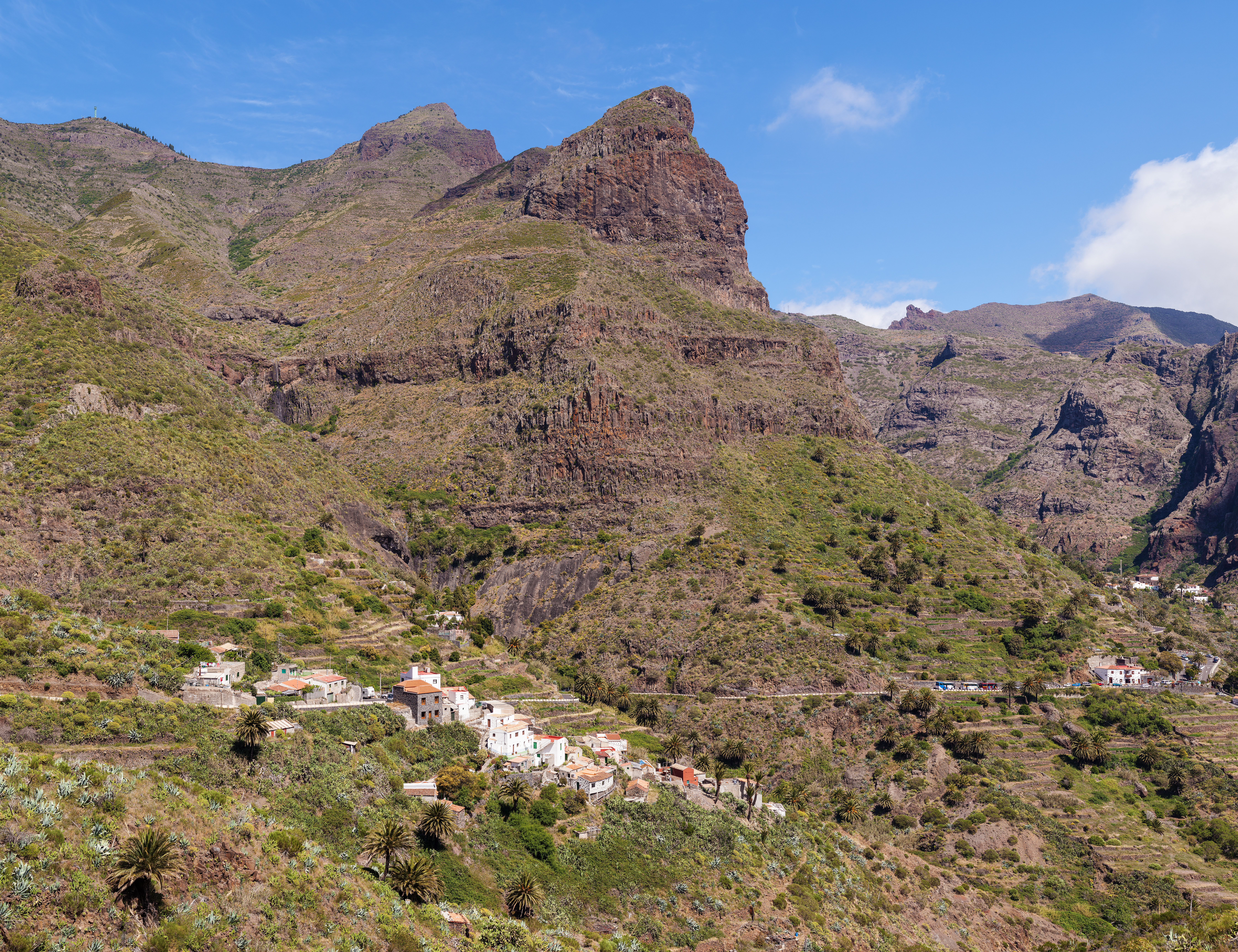
Masca-Schlucht

- Altstadt von La Laguna, (Weltkulturerbe der UNESCO)
- Altstadt von La Orotava
- Orotava-Tal
- Jardín de Aclimatación de la Orotava (Botánico), der Botanische Garten in Puerto de la Cruz
- Kraterlandschaft des Nationalparks Teide, Weltnaturerbe der UNESCO, Auffahrt auf den Teide mit der Teleférico del Teide möglich
- Los Roques de García im Parque Nacional de las Cañadas del Teide
- Mercedeswald und Parque Rural de Anaga im Anaga-Gebirge, Biosphärenreservat
- Schlucht Masca
- Felsen von Los Gigantes
- Barranco del Infierno (Höllenschlucht) bei Adeje
- Drago Milenario in Icod de los Vinos
- Pyramiden von Güímar
- Hafen und Altstadt von Santa Cruz de Tenerife, mit einer Vielzahl historischer Bauten, Einkaufsvierteln und dem architektonisch interessanten kanarischen Parlament
- Auditorio in Santa Cruz de Tenerife, futuristische Konzerthalle des Architekten Santiago Calatrava
- Wal- oder Delfinbeobachtung und Tauchen vor der Südspitze von Teneriffa, ausgehend von Playa Paraíso
- Loro Parque mit unter anderem der größten Papageiensammlung der Welt
- Museo de la Naturaleza y el Hombre, Naturkundemuseum in Santa Cruz de Tenerife mit Geschichte der Guanchen und Mumien.
- Basilika von Candelaria: die größte der Jungfrau Maria gewidmete Kirche der Kanarischen Inseln
- Kathedrale von La Laguna: Sitz des Bischofs von San Cristóbal de La Laguna.
- Siam Park: Wasserpark in Costa Adeje
- Anaga-Gebirge: Seit 2015 ist das Gebiet auch Biosphärenreservat.[37]
- Casa Hamilton: Wasserbauwerk
- Punta de Teno: Kap im Nordwesten mit Leuchtturm, Blick auf die Klippen von Los Gigantes sowie auf die Nachbarinseln La Gomera und La Palma

## Wirtschaft und Infrastruktur

### Wirtschaft
Teneriffa ist seit Jahrzehnten eine typische Urlaubsinsel; Wirtschaft und Infrastruktur sind dadurch geprägt. Der Fremdenverkehr konzentriert sich vor allem auf die Nordküste um Puerto de la Cruz und den Süden bei Los Cristianos und Playa de las Américas.
In der Landwirtschaft werden Bananen, Tomaten, Kartoffeln und Wein angebaut.
Die kanarische Banane (Plátano de Canarias) wird vor allem im fruchtbaren Norden der Insel in den Höhenlagen bis ca. 300 Meter über dem Meer angebaut. Die kanarischen Bananen sind kleiner als die in Europa angebotenen (Südamerikanischen) Bananen, schmecken aber aromatischer.
Der Tomatenanbau hat ebenfalls große Bedeutung auf Teneriffa. Große mit Plastikplanen überdachte Felder befinden sich in Küstennähe vor allem im Süden und in der Obst- und Gemüseanbauregion bei Valle de Guerra im Norden der Insel.
Im Süden Teneriffas wird häufig der Trockenfeldbau betrieben. Die Felder werden hauptsächlich mit Bimsstein bedeckt. Dieses Vulkangestein speichert viel Wasser und verstärkt die Kondensation bodennaher Luftschichten. Der Boden wird damit bis zu einer Tiefe von 30 Zentimetern feucht gehalten.
20 Prozent der Inselfläche werden landwirtschaftlich genutzt, in der Landwirtschaft arbeiten rund 20.000 Menschen.

### Energie
Die Stromerzeugung erfolgt durch öl- und erdgasbefeuerte Gasturbinen und Dampfkessel mit Dampfturbinen, Windkraft und durch Photovoltaik. Die Anlagen sind vornehmlich im Südosten (Industriezone C.T.C.C. Granadilla) installiert.
2022 stammten 19,9 % des auf Teneriffa produzierten Stroms aus erneuerbaren Energieträgern. Dieser Anteil erhöhte sich 2024 auf 21,2 %.

## Verwaltung
Lokale Verwaltungsbehörde ist seit dem Inkrafttreten der Ley de Cabildos (deutsch: Cabildo-Gesetz) im Jahr 1913 das Cabildo Insular, welches unterhalb der Ebene der Provinzen und oberhalb der Ebene der Municipios (deutsch: Stadtverwaltungen) eigene Aufgaben wahrnimmt. Die Insel ist in 31 Municipios unterteilt:

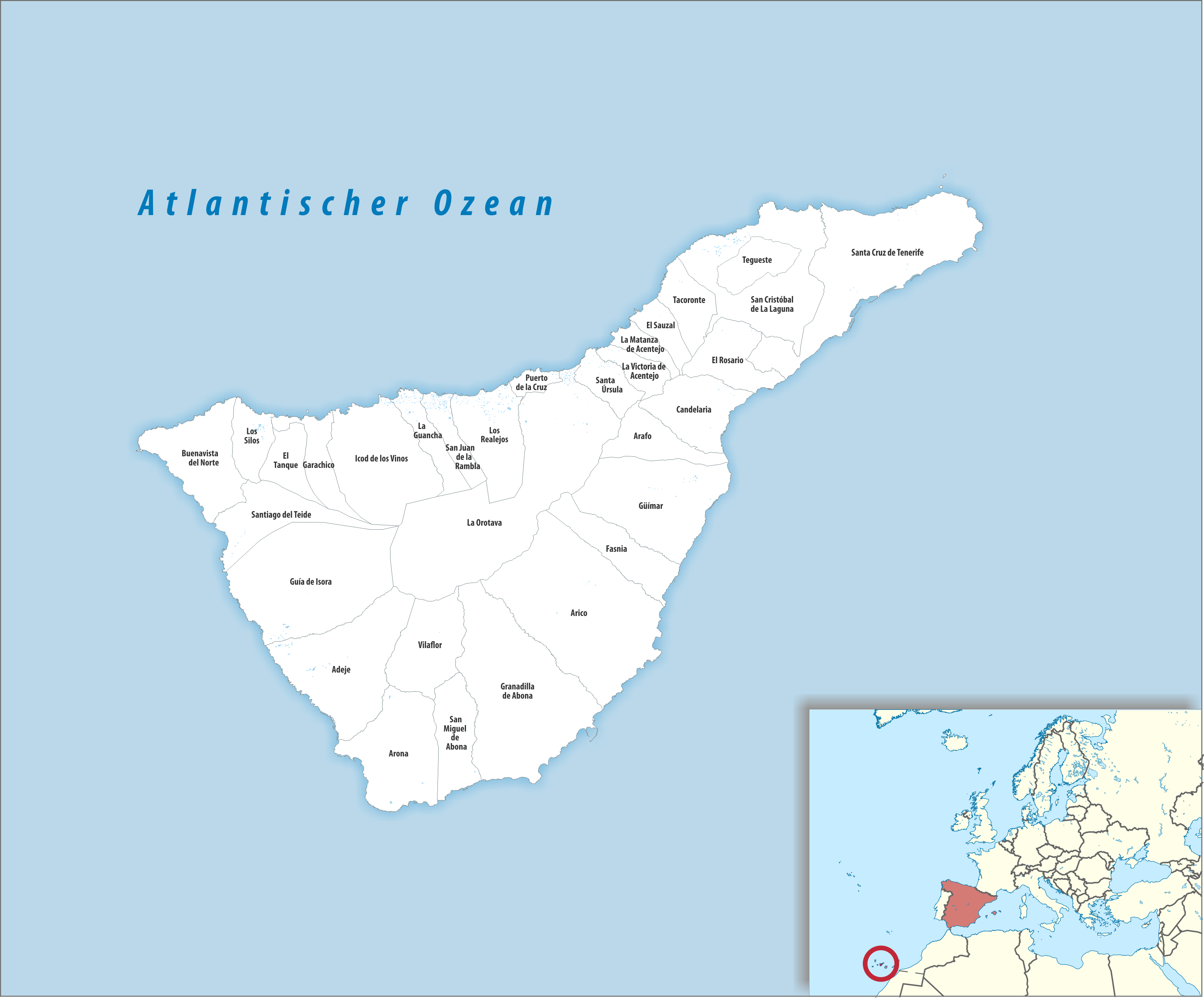
Gemeinden von Teneriffa

| Gemeinde                   | Einwohner (2024) | Fläche km² | Dichte Einw./km² | Cod INE | Postleitzahl                                                                                    |
| -------------------------- | ---------------- | ---------- | ---------------- | ------- | ----------------------------------------------------------------------------------------------- |
| Adeje                      | 50.549           | 105,95     | 477              | 38001   | 38615, 38660, 38670, 38677–38679                                                                |
| Arafo                      | 5.776            | 34,36      | 168              | 38004   | 38509, 38550                                                                                    |
| Arico                      | 9.120            | 178,93     | 51               | 38005   | 38580, 38588, 38589, 38592, 38593                                                               |
| Arona                      | 86.624           | 81,60      | 1.062            | 38006   | 38626, 38627, 38630–38632, 38639, 38640, 38649, 38650, 38652, 38660, 38631                      |
| Buenavista del Norte       | 4.680            | 66,36      | 71               | 38010   | 38479, 38480, 38489                                                                             |
| Candelaria                 | 28.795           | 49,48      | 582              | 38011   | 38509, 38510, 38520, 38530, 38540                                                               |
| Fasnia                     | 3.066            | 45,25      | 68               | 38012   | 38570, 38579                                                                                    |
| Garachico                  | 4.924            | 29,03      | 170              | 38015   | 38450, 38458–38460                                                                              |
| Granadilla de Abona        | 57.143           | 162,50     | 352              | 38017   | 38594, 38595, 38600, 38611, 38612, 38616, 38617, 38618, 38639                                   |
| La Guancha                 | 5.593            | 23,80      | 235              | 38018   | 38440, 38441, 38449                                                                             |
| Guía de Isora              | 22.642           | 144,10     | 157              | 38019   | 38680, 38685–38689                                                                              |
| Güímar                     | 21.716           | 102,89     | 211              | 38020   | 38500, 38508, 38509, 38560, 38590, 38591                                                        |
| Icod de los Vinos          | 24.285           | 95,94      | 253              | 38022   | 38430, 38434, 38438, 38439                                                                      |
| La Matanza de Acentejo     | 9.160            | 14,05      | 652              | 38025   | 38370, 38379                                                                                    |
| La Orotava                 | 42.585           | 206,89     | 206              | 38026   | 38315, 38300, 38310–38313                                                                       |
| Puerto de la Cruz          | 31.377           | 8,83       | 3.553            | 38028   | 38400                                                                                           |
| Los Realejos               | 37.522           | 56,47      | 664              | 38031   | 38410, 38412–38418                                                                              |
| El Rosario                 | 17.983           | 39,31      | 457              | 38032   | 38109, 38190, 38290, 38510                                                                      |
| San Cristóbal de La Laguna | 160.258          | 102,45     | 1.564            | 38023   | 38320, 38330, 38108, 38201–38208, 38240, 38250, 38260, 38270, 38291, 38293, 38294, 38296, 38297 |
| San Juan de la Rambla      | 4.904            | 20,61      | 238              | 38034   | 38420, 38428, 38429                                                                             |
| San Miguel de Abona        | 23.138           | 42,04      | 550              | 38035   | 38620, 38628, 38629, 38639                                                                      |
| Santa Cruz de Tenerife     | 211.359          | 150,44     | 1.405            | 38038   | 38001–38011, 38120, 38129, 38130, 38139, 38140, 38150, 38160, 38170, 38180, 38291, 38294        |
| Santa Úrsula               | 15.386           | 22,37      | 688              | 38039   | 38390, 38398, 38399                                                                             |
| Santiago del Teide         | 12.373           | 52,11      | 237              | 38040   | 38683, 38684, 38690                                                                             |
| El Sauzal                  | 9.278            | 18,20      | 510              | 38041   | 38359, 38360                                                                                    |
| Los Silos                  | 4.705            | 24,55      | 192              | 38042   | 38435, 38460, 38470, 38479                                                                      |
| Tacoronte                  | 24.746           | 30,00      | 825              | 38043   | 38340, 38350, 38355–38358                                                                       |
| El Tanque                  | 2.787            | 24,22      | 115              | 38044   | 38435                                                                                           |
| Tegueste                   | 11.405           | 26,44      | 431              | 38046   | 38280, 38289, 38292, 38293, 38297                                                               |
| La Victoria de Acentejo    | 9.313            | 18,09      | 515              | 38051   | 38380, 38389                                                                                    |
| Vilaflor                   | 1.871            | 56,27      | 33               | 38052   | 38613, 38614, 38615, 38629                                                                      |
| Teneriffa                  | 955.063          | 2.033,53   | 470              | –       | –                                                                                               |

## Verkehr

### Innerhalb der Insel
Die Nordautobahn TF-5 führt von der Hauptstadt Santa Cruz de Tenerife in das Ferienzentrum Puerto de la Cruz. Sie endet in Los Realejos und führt als Landstraße weiter bis Icod de los Vinos.
Die Südautobahn TF-1 führt von Santa Cruz über Los Cristianos, Costa Adeje und Playa de las Américas nach Santiago del Teide. Das letzte 18 km lange Teilstück der TF-1 von Adeje bis Santiago del Teide wurde 2015 fertiggestellt. Der Bau der TF-1 und des Flughafens Teneriffa Süd trieb die Entwicklung im Süden Teneriffas enorm voran und ermöglichte die Entwicklung vieler Orte an der Südostküste (z. B. Abades).
Besonderheit: Ein Sonderfahrstreifen für Busse führt auf der Nordautobahn zwischen einem Fahrbahnteiler und der Mittelleitplanke stadteinwärts durch einen Tunnel direkt zum Busbahnhof Santa Cruz (Intercambiador de Transportes), während der übrige Verkehr in eine andere Richtung geführt wird.
Als preiswertes und zuverlässiges Verkehrsmittel gelten die grünen Linienbusse der TITSA (örtliche Bezeichnung: Guagua), die fast jede Ortschaft auf der Insel bedienen. Die Hauptrouten über die Südautobahn von Las Américas beziehungsweise Los Cristianos im Süden der Insel nach Santa Cruz und die Nordautobahn nach Puerto de la Cruz im Norden werden von modernen klimatisierten Bussen mit Gepäckfächern gefahren. Zu den beiden Flughäfen Teneriffa Nord (Los Rodeos) und Süd (Reina Sofía) verkehren mindestens stündlich Busse.
Eine rund zwölf Kilometer lange Straßenbahnlinie („Tranvía“) verbindet seit dem 2. Juni 2007 Santa Cruz mit den nördlichen Vororten, der Universität und der Innenstadt von La Laguna. Eine zweite Linie besteht seit dem 30. Mai 2009 zwischen den Ortsteilen La Cuesta und Tincer. Eine Verlängerung zum Flughafen Teneriffa Nord wird (Stand 2009) diskutiert; ebenso der Bau einer Eisenbahnlinie, die Santa Cruz mit dem Inselsüden und dem Flughafen Tenerife Sur Reina Sofía verbinden soll.

### Zu Nachbarinseln und Fernzielen
Es gibt zwei Flughäfen – den älteren Flughafen Teneriffa Nord (Los Rodeos) bei La Laguna sowie den 1978 eröffneten Airport Reina Sofía (Teneriffa Süd).
Fähren verbinden Teneriffa mit den Kanarischen Inseln La Gomera, El Hierro, La Palma, Gran Canaria, Lanzarote und Fuerteventura. Naviera Armas betreibt eine Fährverbindung von Teneriffa nach Huelva und Trasmediterránea von Teneriffa nach Cádiz.

## Feste
- Fest der Heiligen Jungfrau von Candelaria (2. Februar)
- Karneval von Santa Cruz de Tenerife (zwischen Februar und März)
- Karfreitagsprozessionen (Karwoche)
- Noche San Juan (23. zum 24. Juni): Inselweit (sowohl an den Stränden als auch im Inland) werden Johannisfeuer angezündet.[41]
- Fest Mariä Aufnahme in den Himmel (15. August)
- Fiestas del Santísimo Cristo de La Laguna (14. September)

## Umwelt

### Meeresverschmutzung durch Plastikmüll
Die Kanarischen Inseln sind besonders stark von Plastikmüll betroffen. Die geografische Lage Teneriffas befindet sich in Meeresströmungen, die große Plastikmassen mit sich führen. Auf Teneriffa sind Strände wie u. a. die Playa Grande betroffen. Flaschen, Tüten und Mikroplastik bedecken den Sand und müssen aufwendig gesammelt und entsorgt werden.

### CO2-Emissionen
José Antonio Valbuena, Leiter des kanarischen Ressorts für ökologischen Wandel und Bekämpfung des Klimawandels, und Adela Machado, Mitarbeiterin des Ressorts, stellten 2022 die erste CO2-Bilanz der Kanarischen Inseln vor. Demnach sind die Kanarischen Inseln für 10 Mio. Tonnen Kohlendioxidausstoß verantwortlich. Laut der Analyse entfallen allein auf Teneriffa und Gran Canaria 78 % der Emissionen, da dort 88 % der Industrie angesiedelt sind. Die Untersuchung berücksichtigt noch nicht den Luftverkehr mit Ziel auf die Kanarischen Inseln. Allein der Luftverkehr wird von der Universität La Laguna (ULL) mit über 6 Millionen Tonnen CO2 veranschlagt.

### Abfallentsorgung
Der Großteil des Hausmülls wird in die zentrale Müllentsorgungs- und Recyclinganlage in Arico im Südosten der Insel gebracht. Dort erfolgt eine mehrstufige Sortierung und Verarbeitung. Trotz moderner Anlagen ist die Recyclingquote auf Teneriffa noch niedrig: Derzeit werden nur etwa drei Prozent der organischen Abfälle kompostiert, was deutlich unter dem EU-Ziel von mindestens 55 Prozent bis 2025 liegt. Da die Recyclingquote auf Teneriffa derzeit sehr niedrig ist – insbesondere bei organischen Abfällen –, wird ein Großteil des Mülls weiterhin deponiert. Täglich werden etwa 1.600 Tonnen Abfall nach Arico gebracht, wobei der größte Teil davon auf der Mülldeponie endet, was zu erheblichen Umweltproblemen beiträgt.